# Arthraxon submuticus
Arthraxon submuticus är en gräsart som först beskrevs av Christian Gottfried Daniel Nees von Esenbeck och Ernst Gottlieb von Steudel, och fick sitt nu gällande namn av Ferdinand von Hochstetter. Arthraxon submuticus ingår i släktet Arthraxon och familjen gräs. Inga underarter finns listade i Catalogue of Life.